# Diplocephalus cristatus
Diplocephalus cristatus es una especie de araña araneomorfa del género Diplocephalus, familia Linyphiidae, orden Araneae. La especie fue descrita científicamente por Blackwall en 1833.

## Descripción
El cuerpo del macho mide 1,7-2,2 milímetros de longitud y el de la hembra 1,7-2,5 milímetros.

## Distribución
Se distribuye por Europa, Rusia (Europa al Lejano Oriente) y Kazajistán. Introducido en América del Norte y Nueva Zelanda. Los foraminíferos morfológicos se encuentran en España, Francia, Suiza, Italia, Bosnia y Herzegovina, Montenegro, Serbia, Rumanía, Macedonia del Norte, Bulgaria y Grecia.